# Schots voetbalsysteem
Het Schots voetbalsysteem (of voetbalpyramide) is een reeks van samenhangende voetbalcompetities in het Schots voetbal georganiseerd door de Schotse voetbalbond (SFA). De moderne versie van het voetbalsysteem dateert van 1975.
Het Schotse systeem bestaat in tegenstelling tot andere voetbalsystemen uit twee volledig gescheiden stelsels van competities en clubs: Senior voetbal en Junior voetbal. Waarbij dient te worden aangetekend dat beide systemen niets te maken hebben met de leeftijd van de participerende spelers.
In Senior voetbal zijn er in Schotland twee nationale competities: de Scottish Premier League en de Scottish Football League, die bestaat uit drie lagere divisies. Bovendien bestaan er verscheidene regionale divisies, maar er is geen promotie of degradatie mogelijk tussen de regionale en nationale competities. Vanaf het seizoen 2005/06 geldt echter een regel die zegt dat als een club drie opeenvolgende jaren laatste eindigt in de Scottish Football League Third Division, de laagste nationale voetbalcompetitie, haar stemrecht verliest. De club zal dan 2 jaar als een niet-stemgerechtigd lid moeten spelen waarna de stemgerechtigde leden over het lot van deze club zullen beslissen. Als er een plaats vrij komt door bijvoorbeeld een faillissement kunnen clubs uit de regionale competities een aanvraag doen om toe te mogen treden tot de Football League. Gretna FC had bijvoorbeeld een succesvolle poging in 2002, toen Airdrieonians FC failliet was verklaard.
Berwick Rangers, spelend op Engels grondgebied, speelt sinds 1955 in het Schotse voetbalsysteem.

## Het systeem
Sinds de invoering van de Scottish Premier League in het seizoen 1998/99 bestaat het huidige systeem op nationaal niveau uit 42 clubs, verdeeld over vier divisies.
| Niveau | Divisie                                           |
| ------ | ------------------------------------------------- |
| 1      | Scottish Premier League (SPL) 12 clubs            |
| 2      | Scottish Football League First Division 10 clubs  |
| 3      | Scottish Football League Second Division 10 clubs |
| 4      | Scottish Football League Third Division 10 clubs  |